# Gas City (Indiana)
Gas City es una ciudad ubicada en el condado de Grant en el estado estadounidense de Indiana. En el Censo de 2010 tenía una población de 5965 habitantes y una densidad poblacional de 505,51 personas por km².

## Historia
Gas City fue conocida por primera vez como Harrisburg cuando se estableció el 25 de mayo de 1867 por Noah Harris. Registró un fuerte crecimiento durante el boom del gas en Indiana , y se encontró gas en la zona en 1887. La Gas City Land Company se fundó el 21 de marzo de 1892 y la ciudad de unas 150 personas cambió su nombre a Gas City unos días después. Sin embargo, a partir de 2012 gran parte del gas se agotó.
La escuela secundaria Gas City, la casa Thompson-Ray y la escuela West Ward están incluidas en el Registro Nacional de Lugares Históricos.
Gas City acoge anualmente el Ducktail Run Rod y Custom Car Show en el otoño. El "Ducktail Run", como lo conocen los lugareños, es una gran exhibición de autos que presenta vehículos de 1972 en adelante. En el año 2020, el festival contó con 2020 vehículos registrados para presentarse. De esta localidad es la mundialmente famosa Max's Barbershop, ubicada en Main Street, en el centro de Gas City. Max's Barbershop ha sido un negocio familiar que comenzó con el propietario original, Max Leavitt, y ahora está bajo el control de su hijo Craig Leavitt.

## Geografía
Gas City se encuentra ubicada en las coordenadas 40°29′23″N 85°35′55″O / 40.48972, -85.59861. Según la Oficina del Censo de los Estados Unidos, Gas City tiene una superficie total de 11.8 km², de la cual 11.8 km² corresponden a tierra firme y (0%) 0 km² es agua.

## Demografía
Según el censo de 2010, había 5965 personas residiendo en Gas City. La densidad de población era de 505,51 hab./km². De los 5965 habitantes, Gas City estaba compuesto por el 96.24 % blancos, el 0.89 % eran afroamericanos, el 0.3 % eran amerindios, el 0.4 % eran asiáticos, el 0.03 % eran isleños del Pacífico, el 0.42 % eran de otras razas y el 1.71 % pertenecían a dos o más razas. Del total de la población el 2.4 % eran hispanos o latinos de cualquier raza.

## Galería

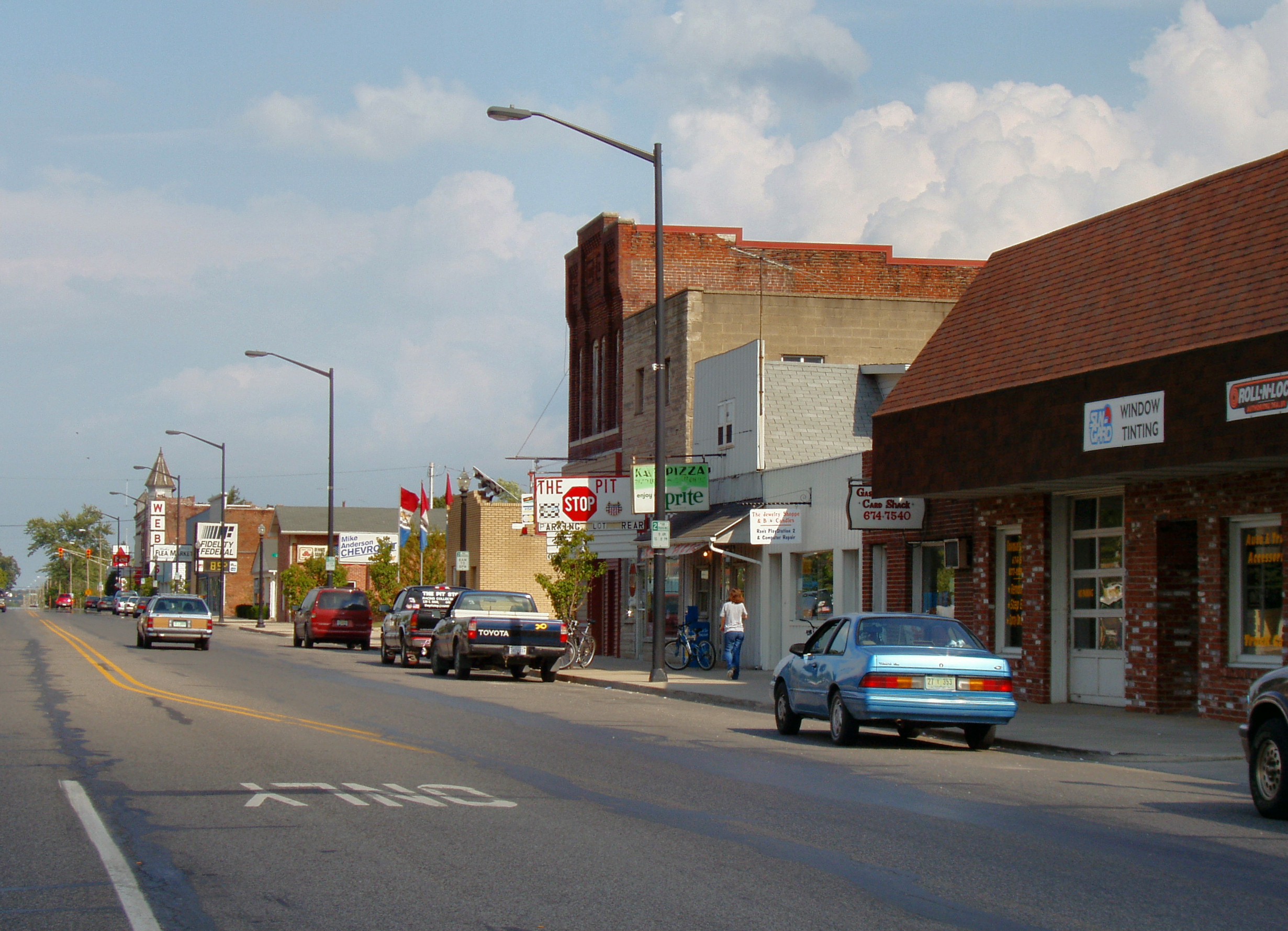
Downtown
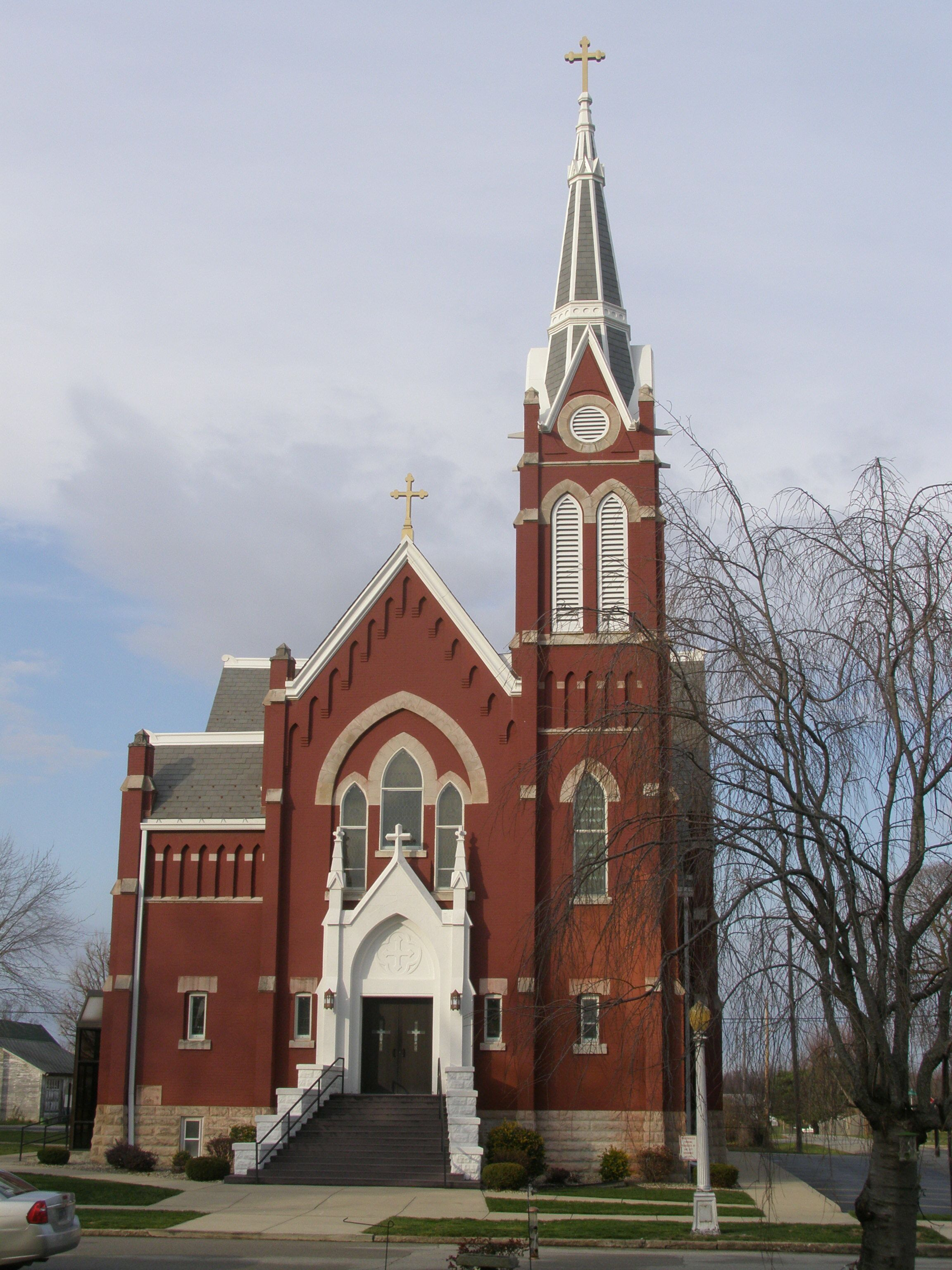
I. Sagrada Familia
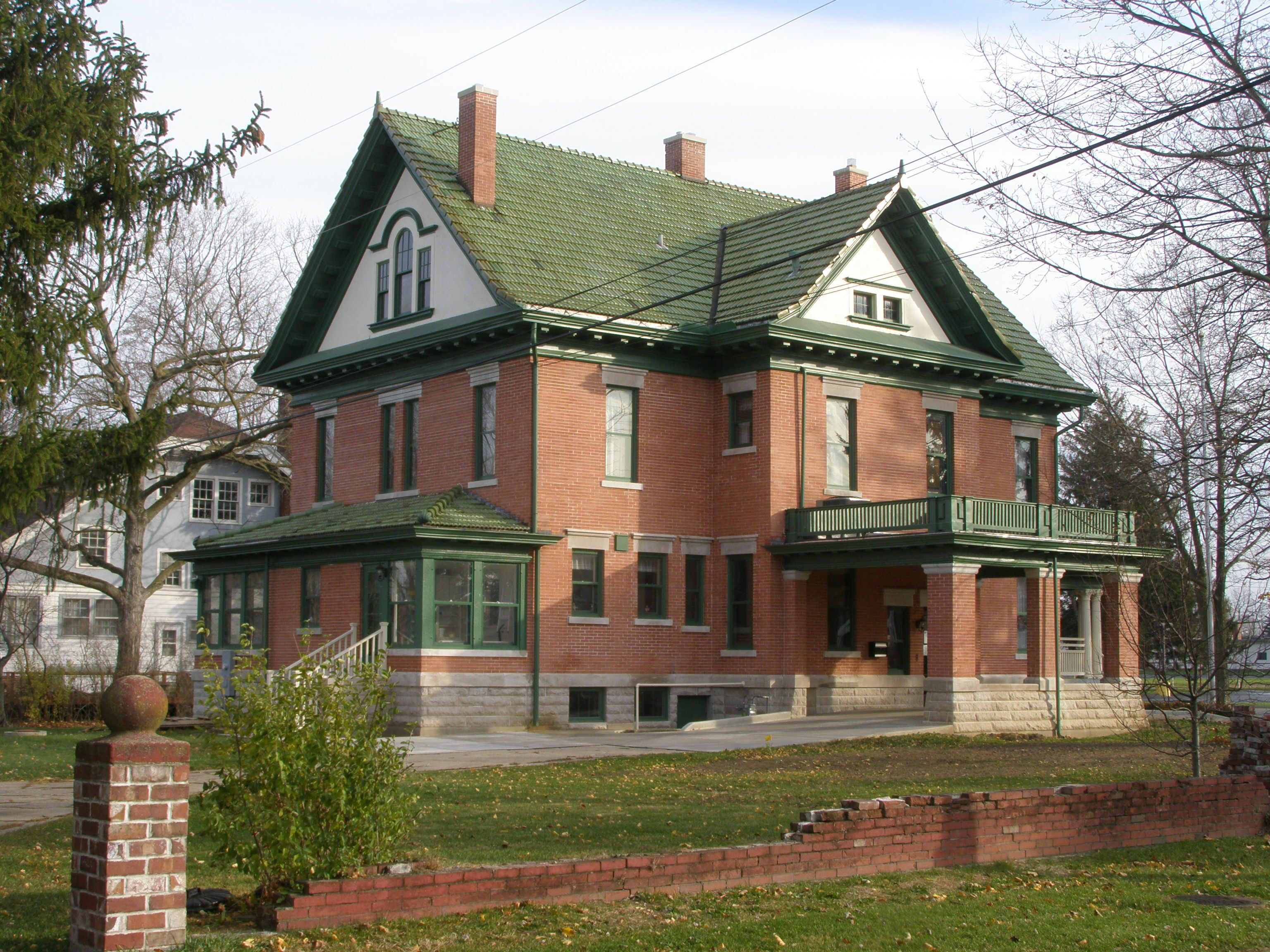
Casa Thompson-Ray
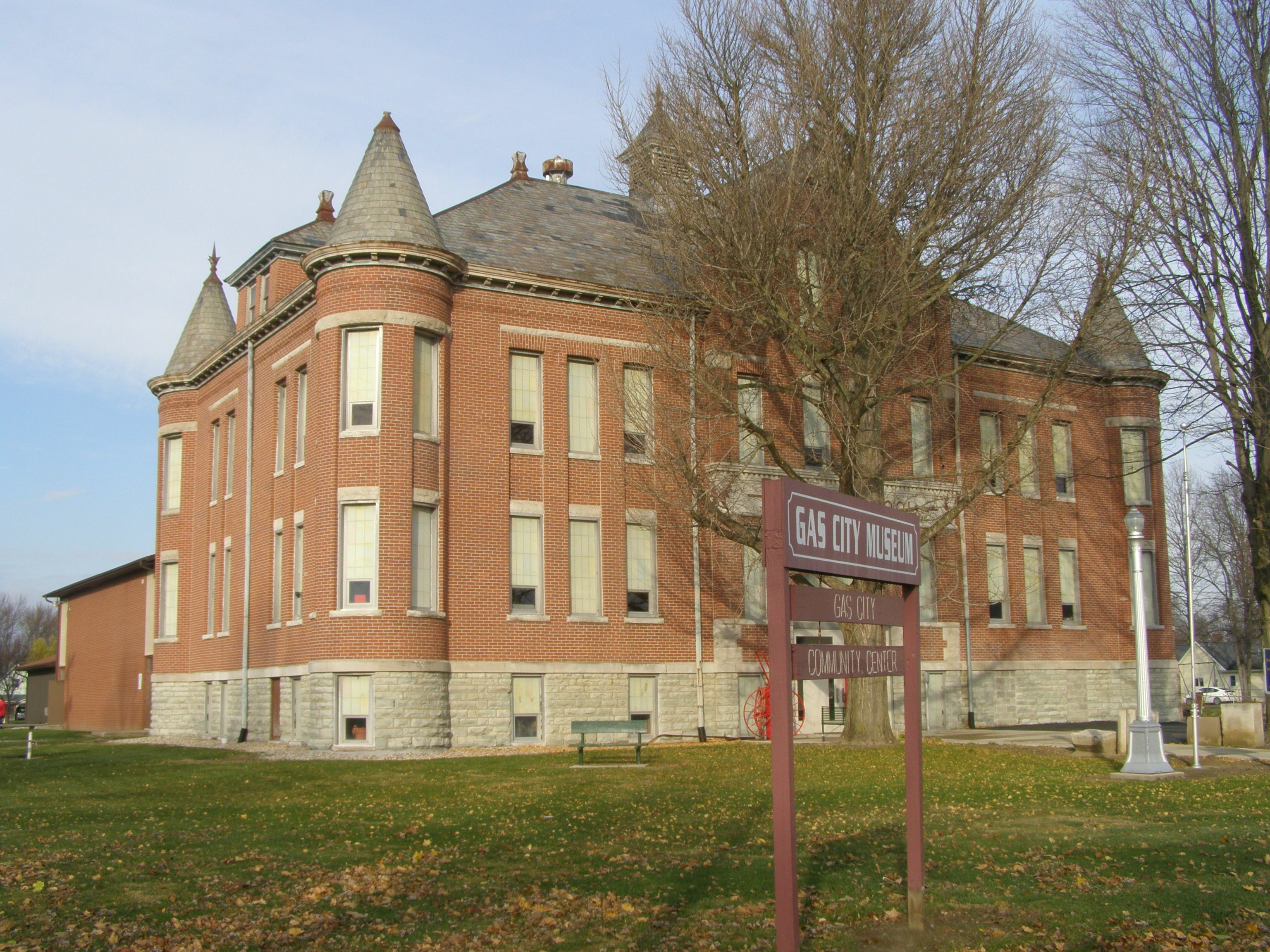
West Ward School
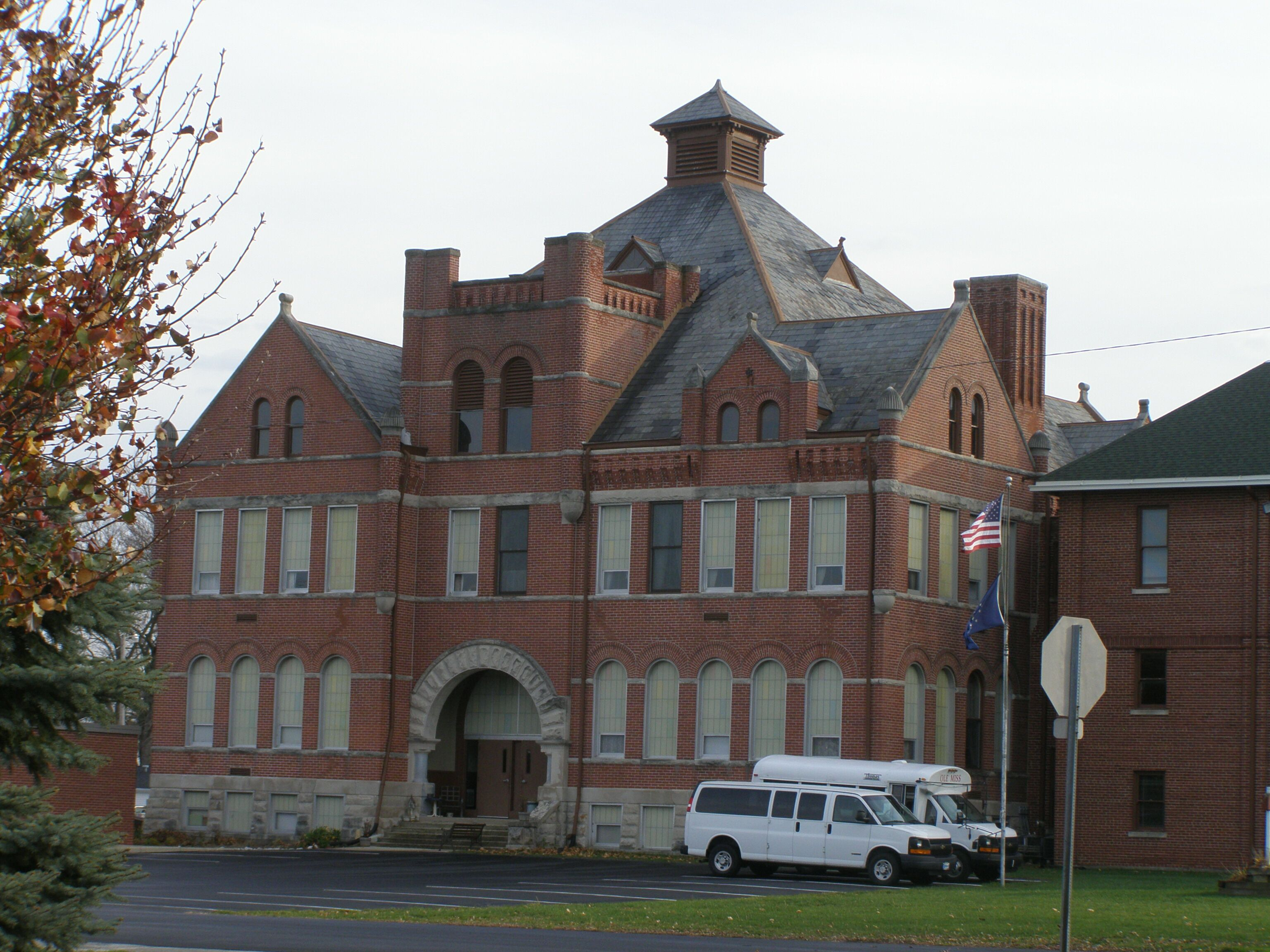
Gas City High School